# Kartáč
Kartáč ( z ital. cardasso, rostlina Dipsacus), zdrobněle kartáček, je nástroj k čištění, leštění nebo povrchové úpravě. Skládá se z tělesa ("hřbetu"), osazení, případně rukojeti. Vyrábí se v mnoha různých provedeních a dělí se na ruční a strojní (rotační). Na rozdíl od štětců, kde se vlákna nasazují ve směru rukojeti, jsou u kartáčů nasazena většinou kolmo. Až do 20. století je řemeslně vyráběli kartáčníci, často po domácku a lidé s handicapem (nevidomí, nepohybliví).

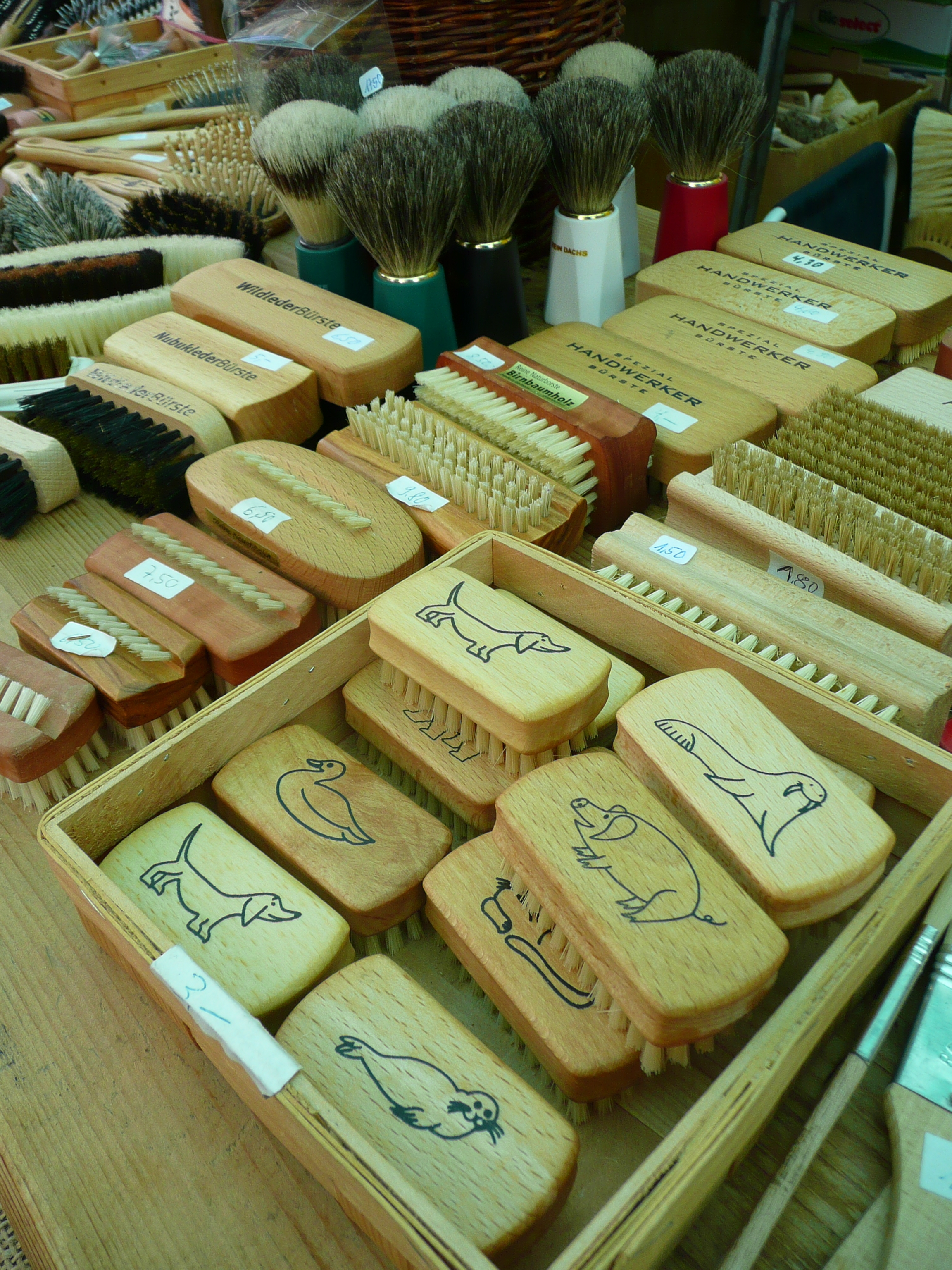
Kartáče a štětky

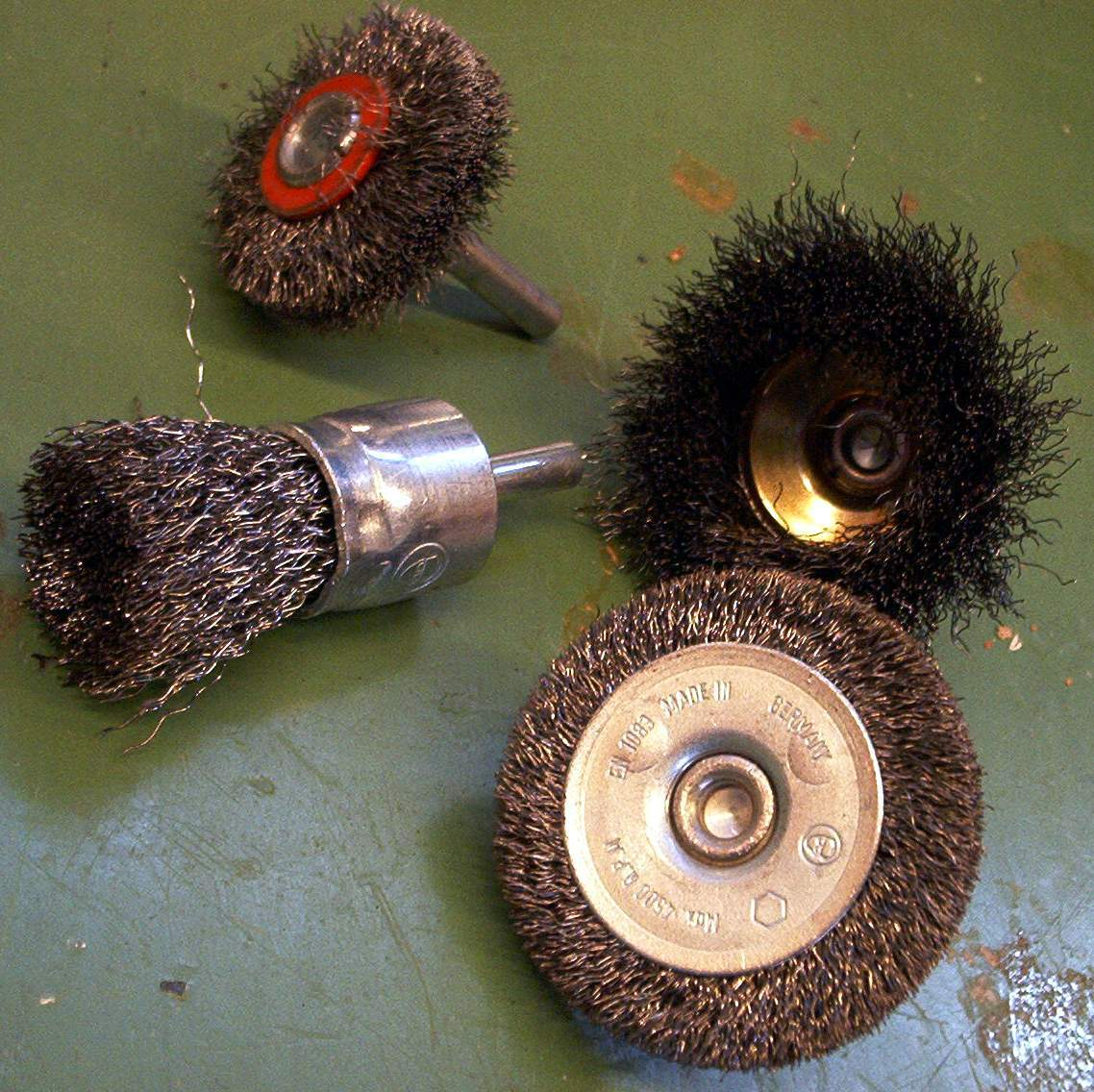
Rotační drátěné kartáče

## Ruční kartáče
Skládají se z dřevěného nebo plastového tělesa s otvory, do nichž se upevňuje osazení (rostlinná, živočišná nebo umělá vlákna, případně drátky). Svazečky osazení se při ruční výrobě přeloží v polovině, provléknou tělesem a z druhé strany zajistí mosazným drátem. Na svrchní straně tak vznikne drátěná síť, která se u luxusnějších kartáčů kryla dřevěným nebo kostěným víkem. Při strojní výrobě se přeložený svazeček zalisuje do slepého otvoru tělesa a zároveň zajistí kovovou kotvičkou z drátu nebo nerezového plechu.
Osazením kartáče mohou být štětiny, žíně, rýžová sláma, případně zvlněné drátky, dnes nejčastěji umělá vlákna. Některé druhy ručních kartáčů mají dřevěné, plastové nebo kovové rukojetí a násady.

### Běžné typy
- Kartáč na vlasy – plochý nebo válcový, někdy s pružně uloženými drátky
- kartáč na šaty – měkký kartáč bez rukojeti na textilie, šaty a oděvní doplňky
- kartáč na boty – tvrdší kartáč na čištění a leštění obuvi
- kartáč na podlahu z rýžové slámy (rýžák) nebo umělých vláken
- zubní kartáček – specializované náčiní pro ústní hygienu
- toaletní kartáč či štětka na čištění WC
- drátěný kartáč má osazení z ocelových nebo mosazných drátů v dřevěném nebo plastovém tělese. Užívá se k hrubšímu čištění kovových povrchů, k odstraňování rzi i jiným povrchovým úpravám.
- Smeták a smetáček na úklid podlahy.

- Kartáčové lišty bývají součástí vysavačové hubice pro čištění koberců, větší lišty se užívají k utěsnění spodní strany dveří, jako ochrana u pohyblivých schodů atd. Osazení je navlečeno na silný drát a zalisováno do plechového žlábku, takže svazečky jsou těsně vedle sebe.
- U kroucených kartáčů je osazení upevněno mezi dvěma do sebe zkroucenými dráty, takže vnější povrch má tvar válce. Velké kroucené kartáče se užívají k vymývání skleněných i jiných nádob, miniaturní k čištění mezizubních mezer.

## Strojní (kotoučové) kartáče
Středové těleso ze dřeva, plastu nebo kovu nese na obvodu osazení ze štětin, drátků, textilních nebo umělých vláken. Osazení může být v radiálním i axiálním směru, některé drátěné kartáče mají svazečky volně pohyblivé. Slouží k čištění, leštění nebo k povrchovým úpravám, a to motorovým pohonem.
- Lešticí a čisticí kartáče, nasazené na hřídel elektromotoru, slouží v průmyslové i řemeslné výrobě.
- Kotoučové i válcové kartáče jsou součástí například úklidových strojů, strojů na čištění bot a podobně.

## Galerie

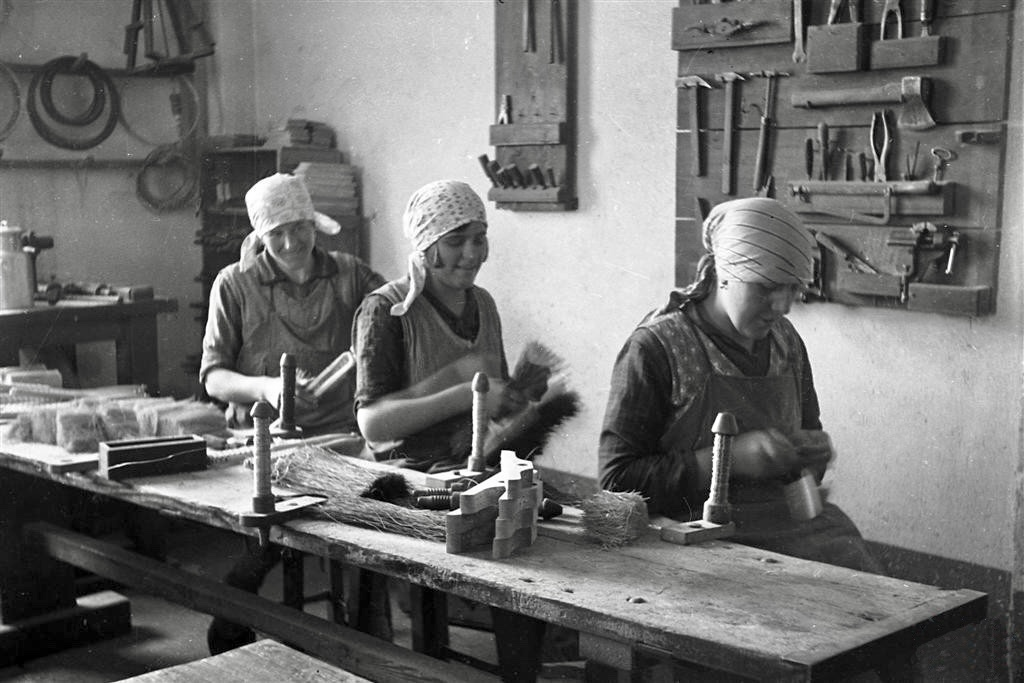
Kartáčnice při práci (Slovinsko, 1936)
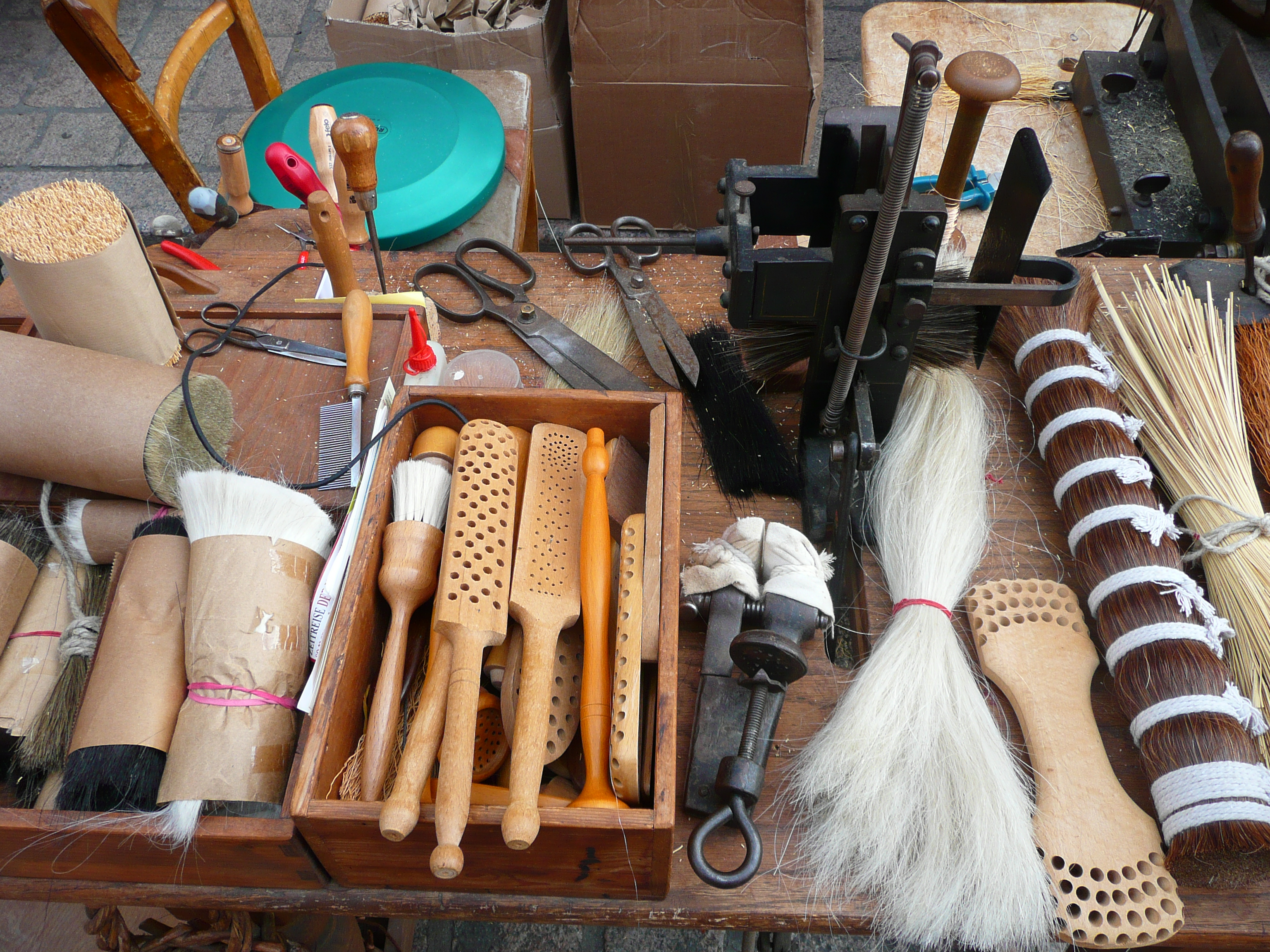
Kartáčnické náředí
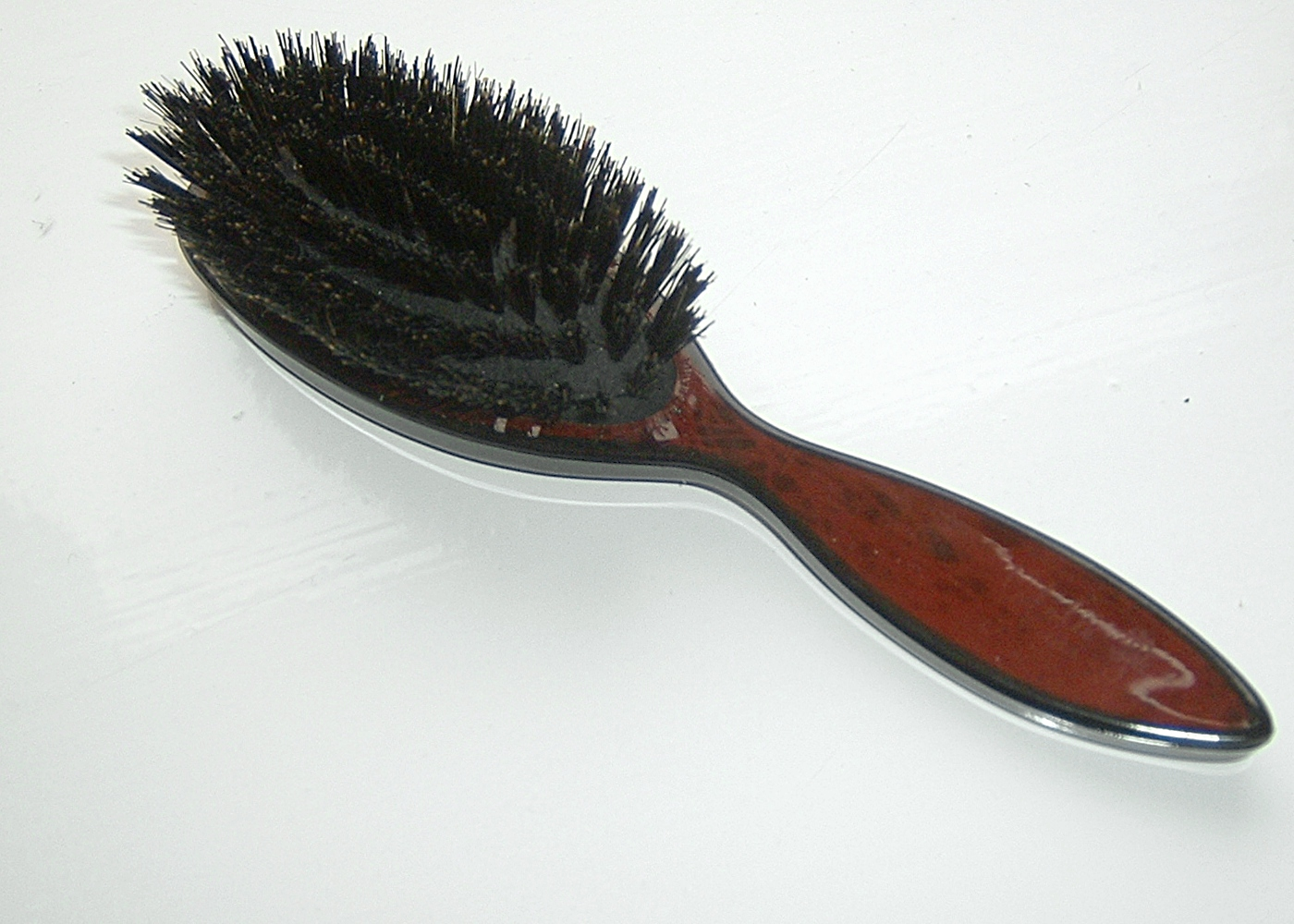
Kartáč na vlasy
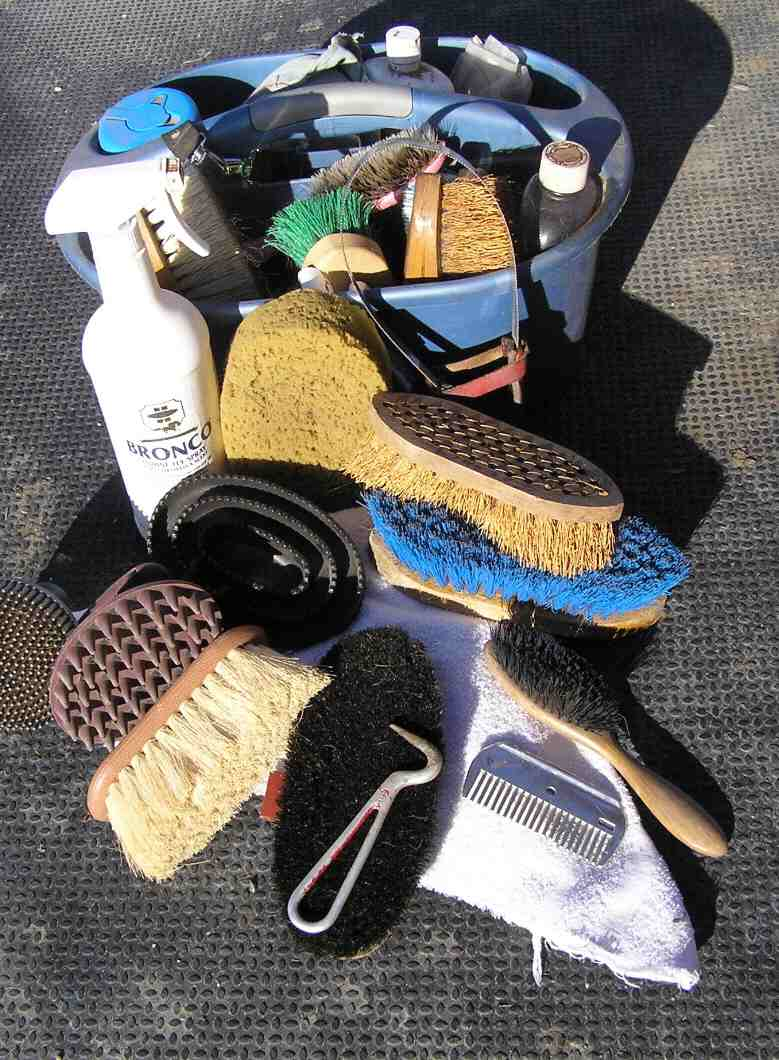
Kartáče na koně